# 能科乡
能科乡，是中华人民共和国青海省黄南藏族自治州尖扎县下辖的一个乡镇级行政单位。

## 行政区划
能科乡下辖以下地区：
德欠村、拉萨村、子哈贡村和下扎村。